# Juliette Béliveau
Pour les articles homonymes, voir Béliveau.
Juliette Béliveau est une actrice et chanteuse québécoise née à Nicolet le 28 octobre 1889 et morte le 26 août 1975 à Montréal.

## Biographie

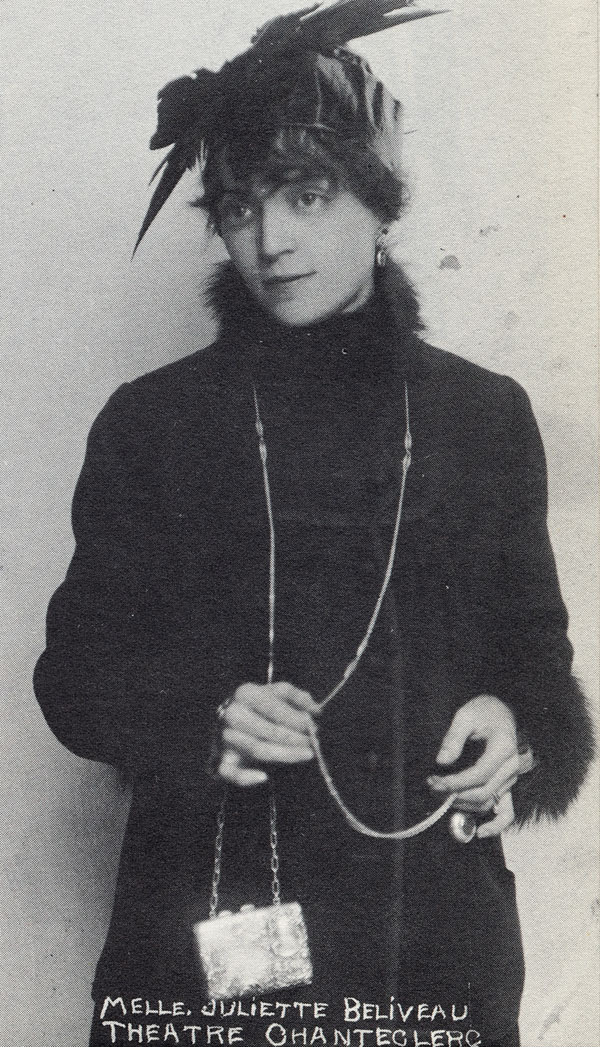
Juliette Béliveau en 1915 au Théâtre Chanteclerc.

Née de l'union d'Élodie Prince et d'Henri Béliveau, Juliette Béliveau ne grandit pas exclusivement à Nicolet. En 1891, sa famille s'installe à Boston, aux États-Unis, pendant une période de deux ans. Ils reviennent ensuite à Nicolet avant de déménager de manière définitive à Montréal. En 1899, à dix ans, Juliette Béliveau commence sa carrière de comédienne au Monument-National dans La Meunière, une œuvre présentée dans le cadre de la programmation des Soirées en famille d'Elzéar Roy,. Jusqu'en 1907, Juliette Béliveau interprète des rôles d'enfants sur les scènes de différents théâtres. Elle participe notamment à des productions du Monument-National, du Théâtre des nouveautés à Montréal et aux Soirées du Conservatoire de Lassalle. Durant sa jeunesse, elle joue tous les classiques auprès des grands noms de la scène française et fait de la tournée au Québec. À l'adolescence, se rendant compte qu'elle ne grandira plus, elle renonce - non sans amertume - à la carrière de tragédienne à laquelle elle aspirait, afin de se spécialiser dans le répertoire des variétés et du burlesque, des comédies légères, des revues, etc.
À compter de 1920, elle enregistre plusieurs chansons fantaisistes et plus d'une centaine de sketches humoristiques sur disques Starr (en), grâce à l'influence de Roméo Beaudry, avec Elzéar Hamel, Alexandre Desmarteaux, Eugène Daigneault, Ovila Légaré et surtout J. Hervey Germain. Considérée comme une des grandes femmes du vaudeville, elle est reconnue, au même titre que Rose Ouellette et Juliette Pétrie, pour avoir contribué à l'avènement de l'humour féministe en faisant des blagues sur la vie quotidienne des femmes, sur les conditions des femmes au Québec.
L'essor de la radio au cours des années 1930 ouvre de nouvelles voies à la comédienne. Elle est de la distribution des feuilletons radiophoniques les plus populaires du Québec : Le Curé de village (CKAC, 1935-1938), Rue Principale (CKAC, 1937-1959), La Pension Velder (SRC, 1938-1942),  Un homme et son péché  (SRC, 1939-1957) et Métropole (SRC, 1943-1956) en plus d'animer avec Henri Letondal, L'Heure provinciale (CKAC). Sa popularité atteint un sommet avec Le Programme Juliette Béliveau (CKAC, 1947-1950). En plus de ses rôles dans divers radio-romans, Juliette Béliveau incarne au théâtre le rôle de tante Clara dans Tit-Coq de Gratien Gélinas.
À partir de 1930, Juliette Béliveau est très présente sur les scènes burlesques de Montréal et travaille avec Jean Grimaldi, Olivier Guimond, père, Arthur Petrie, Juliette Petrie, Manda Parent, Rose Ouellette, Paul Desmarteaux et plusieurs autres. Elle aurait joué plus d'une centaine de fois uniquement au Théâtre National de Montréal. Juliette Béliveau et Juliette Huot forment, à la fin des années 1940, un duo comique burlesque très populaire. Leur fameux sketch Les Deux Jumelles fut un classique du genre. Il sera présenté à de nombreuses reprises au cabaret montréalais Au Faisan Doré, l'endroit le plus couru de l'époque.
Juliette Béliveau est de presque toutes les premières productions du cinéma québécois naissant. Elle tourne dans Un homme et son péché (1949) scénarisé par Paul Gury, Le Gros Bill (1949) et Le Rossignol et les cloches (1950) de René Delacroix et Tit-Coq (1948) de Gratien Gélinas. Son rôle de tante Clara dans le film de Gratien Gélinas lui vaut d'ailleurs le Castor 1953 du meilleur rôle de soutien au cinéma québécois.
À la télévision, elle tient des rôles dans les téléromans La Famille Plouffe (SRC, 1953-1957), La Feuille au vent (SRC, 1953-1954), Toi et moi (SRC, 1954-1960), Les Quat' fers en l'air » (SRC, 1954-1955), Grandville, P.Q. (SRC, 1956), La Pension Velder (SRC, 1957-1960), Les Belles Histoires des pays d'en haut (SRC, 1956-1970), Sous le signe du lion (SRC, 1961), Le Pain du jour (SRC, 1962-1965), Rue de l'Anse (SRC, 1963-1965), Septième Nord (SRC, 1963-1967) et Rue des Pignons (SRC, 1966-1975). Elle est régulièrement invitée aux émissions de variétés.
Le 23 septembre 1967, Juliette Béliveau consacrait le nouveau Théâtre des Variétés de Gilles Latulipe en frappant les trois coups traditionnels qui marquèrent l'ouverture officielle.
Environ 2 500 personnes lui rendent hommage le 11 mars 1972 lors d'un gala télévisé au Théâtre Saint-Denis de Montréal. Juliette Béliveau meurt à Montréal le 26 août 1975 à l'âge de 85 ans, deux mois avant son 86e anniversaire.
Une rue de Montréal, située face au Monument-National (45° 30′ 33″ N, 73° 33′ 44″ O), rappelle sa mémoire.

## Filmographie
- 1945 : Fridolinons
- 1947 : Métropole
- 1949 : Un homme et son péché : Caroline
- 1949 : Le Gros Bill : La tante Mina
- 1952 : Le Rossignol et les cloches : La grand-mère Boyer
- 1953 : La Famille Plouffe (série télévisée SRC) : Eva
- 1953 : Tit-Coq : Tante Clara
- 1953 - 1954 : La Feuille au vent (série TV SRC)
- 1954 - 1960 : Toi et moi (série TV SRC)
- 1954 - 1955 : Les Quat' fers en l'air (série TV SRC)
- 1956 : Grandville, P.Q.  (série TV SRC)
- 1956 - 1970 : Les Belles Histoires des pays d'en haut (série TV SRC) : Caroline Malterre
- 1957 - 1961  : La Pension Velder (série TV) : Lumina
- 1960 : Sous le signe du lion (série TV) : La mère d'Annette
- 1963 : Rue de l'anse (série TV) : Mme Lacasse
- 1965 : Septième nord (série TV) : Mme Charlebois
- 1966 : Rue des Pignons (série TV) : Bijou Bousquet

## Théâtre
- 1931 : Une bonne farce
- 1929 : Plante-toi Tizoune, comédie musicale d'Oscar Valade, Théâtre National[10]

## Récompenses et nominations

### Récompenses
- Récompense pour une "vie consacrée au théâtre", Gala des Artistes 1963[11]

## Anecdotes
Selon la publication Le dictionnaire de vos vedettes, Juliette Béliveau aurait possédé des singes durant sa vie.
 

Juliette Béliveau était la première cliente à utiliser le métro de Montréal via la station Laurier lors de l’inauguration de celle-ci le 14 octobre 1966.